# Конрад I (Мерания)
Конрад I фон Мерания (на немски: Konrad I von Meranien, Konrad II von Dachau; † 8 февруари 1159) от род Вителсбахи, е граф на Дахау и от ок. 1153 до 1159 г. първият херцог на Мерания и едновременно дукс за Далмация и Хърватия.

## Живот
Той е големият син на Конрад I фон Шайерн-Дахау († 1130) и на Вилибирг фон Крайна-Орламюнде († 11 януари), дъщеря на маркграф Улрих фон Крайна-Орламюнде.
Около 1153 г. император Фридрих Барбароса го издига на херцог на Мерания и едновременно като дукс за Далмация и Хърватия. Той е първият от род Вителсбахи, който получава титлата херцог.

## Фамилия
Конрад се жени след 1139 г. за Аделхайд фон Лимбург († пр. 6 февруари 1146), дъщеря на херцог Хайнрих I от Долна Лотарингия. С нея няма деца. След нейната смърт той се жени втори път за Удилхилд (или Матилда) фон Фалкенщайн, дъщеря на граф Рудолф фон Фалкенщайн. Двамата имат децата:
- Хедвиг († 1174/1176)
- Конрад III фон Дахау († 8 октомври 1180/1182)